# Ben Hermans
Pour les articles homonymes, voir Hermans.
Ben Hermans (né le 8 juin 1986 à Hasselt) est un coureur cycliste belge. Passé professionnel au sein de l'équipe Topsport Vlaanderen-Mercator en 2009, il a couru pour RadioShack de 2010 à 2013 et BMC Racing de 2014 à 2017, puis Israel-Premier Tech de 2018 à 2023. Il a notamment remporté la Flèche brabançonne 2015.

## Biographie

### Jeunesse et carrière amateur
Ben Hermans commence le cyclisme à l'âge de douze ans. Il effectue ses trois années en catégorie aspirants au club Sport en Steun Leopoldsburg.
En 2001, il passe en catégorie débutant et rejoint le KZLWC Sint-Truiden. En 2002, il est notamment champion du Limbourg sur route et en contre-la-montre, troisième du championnat de Belgique du contre-la-montre. Il obtient sa première sélection en équipe nationale, pour le Criterium International au Luxembourg.
Il passe en catégorie junior en 2003. Il remporte cinq courses cette année-là, dont le championnat du Limbourg sur route, Alost-Saint-Trond et Rotheux-Rimière. Il dispute trois manches de la coupe du monde junior (le Heuvelland Tour, Liège-La Gleize et le Giro della Lunigiana), mais n'est pas sélectionné pour les championnats du monde. L'année suivante, il rejoint l'équipe Avia, qui dispose d'un calendrier plus international. Il gagne le championnat du Belgique du contre-la-montre devant ses coéquipiers Michiel Van Aelbroeck et Nikolas Maes, le championnat du Limbourg du contre-la-montre, la Ronde du Maquis, en France. En coupe du monde, il prend la troisième place du Giro della Lunigiana, la cinquième place de Liège-La Gleize. Aux championnats du monde juniors, il est 17e du contre-la-montre et septième de la course en ligne.

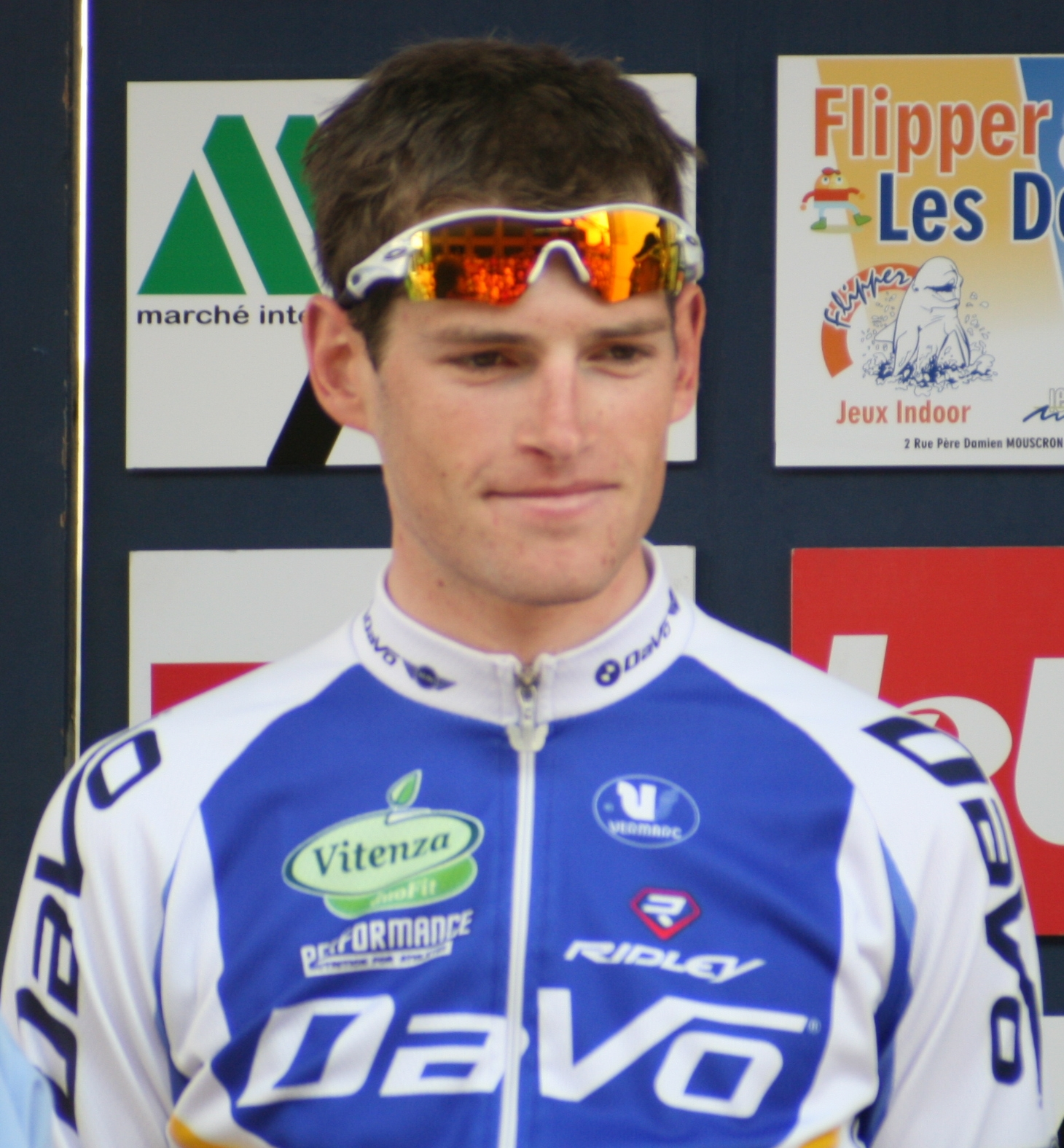
Ben Hermans lors du championnat de Belgique du contre-la-montre à Mouscron en 2008.

Ben Hermans passe en catégorie espoirs (moins de 23 ans) en 2005, dans l'équipe Beveren 2000, associée à Avia afin d'y faire évoluer ses meilleurs juniors. Cette saison est perturbée par une mononucléose. Il ne court plus à partir du mois de juillet. En 2006, il gagne trois courses, dont le championnat du Limbourg, et est notamment quatrième de Liège-Bastogne-Liège espoirs, deuxième de sa première course en haute montagne, la Ronde de l'Isard d'Ariège, devancé par le Lituanien Ignatas Konovalovas, puis septième du Tour des Pyrénées.
En 2007, il est engagé par l'équipe Davo. Ses meilleurs résultats sont une victoire au championnat du Limbourg contre-la-montre et des dixièmes places à Liège-Bastogne-Liège espoirs et au Circuit des Ardennes. L'année suivante, il remporte en début de saison le championnat du Limbourg. À cette occasion, il est le premier coureur espoirs à s'imposer sur ce championnat provincial depuis que les coureurs espoirs et élites disputent la même course. Il gagne ensuite le Circuit de Wallonie, manche de la Topcompétition. Après avoir obtenu son baccalauréat en sciences biomédicales, il s'illustre durant l'été avec une victoire au Grand Prix des Marbriers, une deuxième place au championnat de Belgique du contre-la-montre et au Tour de Namur. Il est sélectionné en équipe de Belgique espoirs pour le Tour de l'Avenir. Deuxième de la troisième étape, il porte le maillot jaune pendant une journée puis court au service de Jan Bakelants, vainqueur du classement général. Il dispute également le championnat du monde espoirs, dont il prend la onzième place.
Ces résultats lui permettent d'être recruté par l'équipe Topsport Vlaanderen-Mercator. Il arrête ses études en fin d'année pour se consacrer à sa carrière de coureur.

### Carrière professionnelle

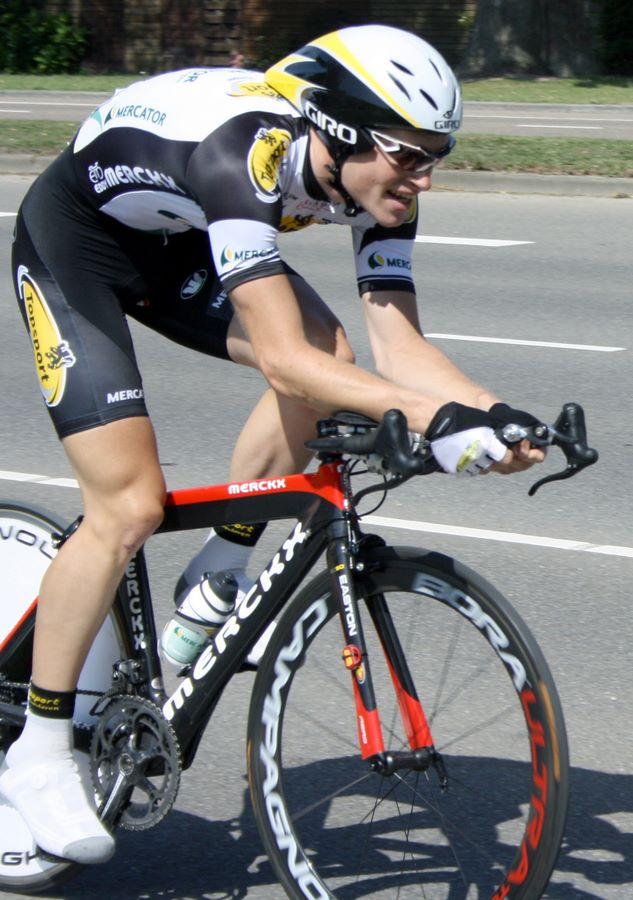
Lors de l'Eneco Tour 2009.

Ben Hermans commence sa carrière professionnelle chez Topsport Vlaanderen-Mercator en février, avec une sixième place au Grand Prix d'ouverture La Marseillaise. En avril, il est meilleur jeune de la Semaine cycliste lombarde en terminant septième du classement général. Deux semaines plus tard, il dispute les classiques ardennaises et prend la quatorzième place de la Flèche wallonne. En juin, il est deuxième du Grand Prix du canton d'Argovie, puis septième du championnat de Belgique sur route. En août, il prend la deuxième place d'une étape du Tour de Burgos, uniquement devancé par Joaquim Rodríguez, puis prend la tête du classement général le lendemain, pour une journée. Souffrant à la hanche, il n'est pas en mesure de défendre sa place. Cette douleur le conduit à abandonner lors de l'Eneco Tour à la fin de mois, et à mettre fin à sa saison pour être opéré en septembre.

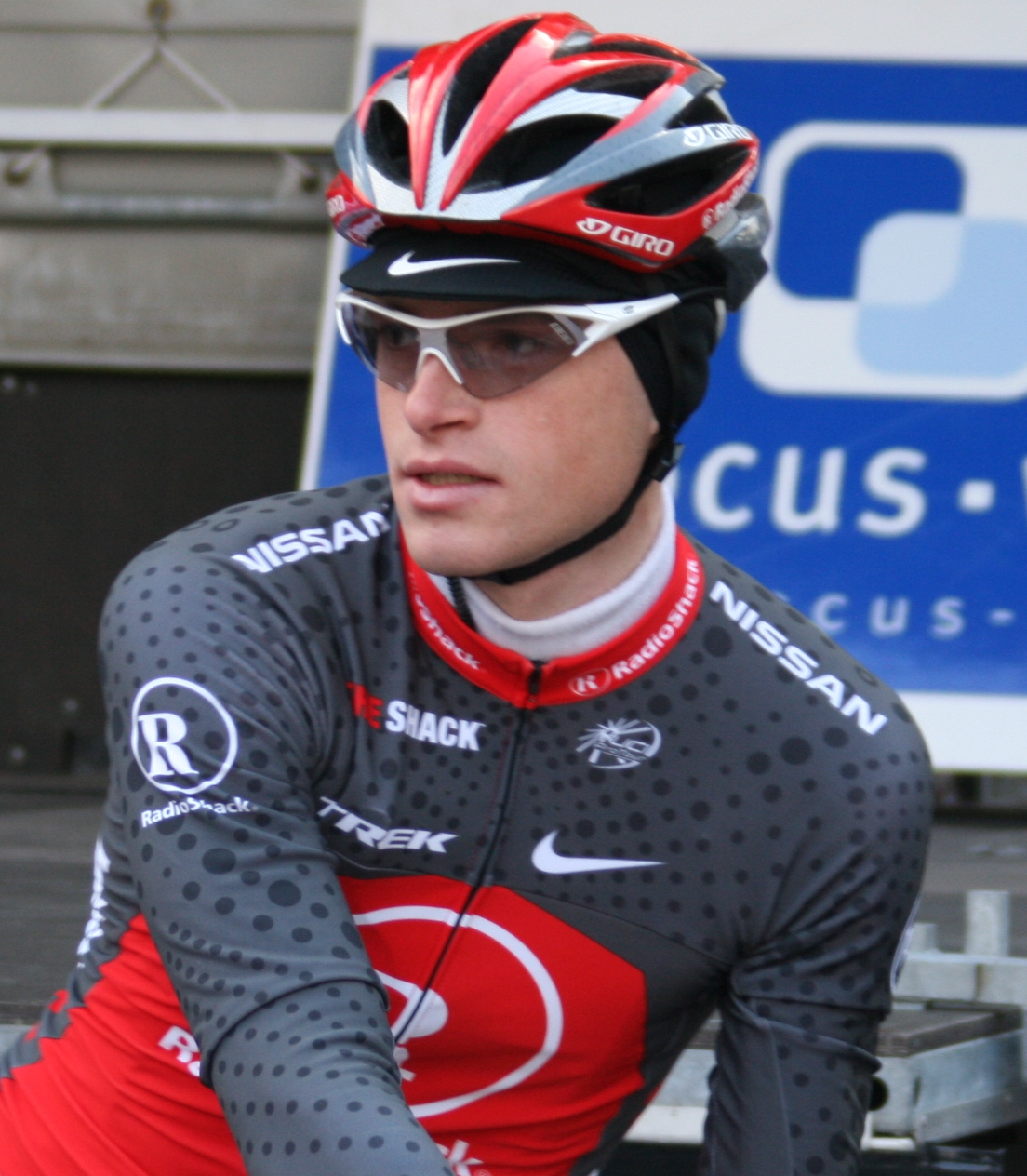
Ben Hermans lors des Trois jours de Flandre occidentale 2010.

En 2010, Ben Hermans est recruté par la nouvelle équipe américaine RadioShack, créée par et autour de Lance Armstrong. Son début de saison est retardé par deux fractures aux orteils dues à un accident domestique,. Il retrouve une bonne forme en mars, au Critérium international, dont il prend la neuvième place. Après un bon début au Tour du Pays basque, il ne termine pas la course. Il aborde les classiques ardennaises affaibli par une pharyngite et prend la 43e place de la Flèche wallonne. En mai, il remporte l'étape reine du Tour de Belgique et finit sixième du classement général. Durant l'été, il est neuvième du Tour d'Autriche. 
En février 2011, il apporte à RadioShack sa première victoire de l'année en gagnant le Trofeo Inca, manche du Challenge de Majorque. À la fin du mois, il est sixième du Tour de Sardaigne. En avril, il prend la troisième place du Grand Prix Pino Cerami et la huitième de l'Amstel Gold Race, à 18 secondes du vainqueur Philippe Gilbert. Lors du Critérium du Dauphiné, qu'il termine à 24e place, il laisse entrevoir la possibilité de devenir un coureur de grands tours. Durant l'été, il prend la troisième place du Tour de Wallonie, la neuvième place de l'Eneco Tour et la deuxième place du championnat de Belgique du contre-la-montre, derrière Philippe Gilbert. Il n'est cependant pas sélectionné pour disputer le Tour d’Espagne. Déçu, il fait alors part de son intention de quitter son équipe. Il s'engage avec l'équipe Leopard-Trek pour deux ans. Celle-ci fusionne toutefois avec RadioShack, pour former  RadioShack-Nissan, dans laquelle Hermans retrouve la même équipe dirigeante.
Ben Hermans manque le début de saison 2012 à cause de douleurs à la hanche. Au printemps, il participe à son premier grand tour, le Tour d'Italie. Il termine l'épreuve à la 73e position. Il commence l'année avec une cinquième place au Tour Down Under. En juin, il se fracture une côte en tombant lors du Critérium du Dauphiné et doit déclarer forfait pour le championnat de Belgique sur route, dont il était l'un des favoris. Il obtient la même place au contre-la-montre du Tour de Belgique, en mai. Durant l'été, il est douzième du Tour de Pologne, puis est au départ du Tour d'Espagne. Avec ses coéquipiers, il est deuxième du contre-la-montre par équipes inaugural. Il aide ensuite Chris Horner à remporter cette Vuelta. À l'issue de la saison 2013, l'équipe RadioShack est rachetée par le fabricant de cycles Trek. Ben Hermans n'y obtient pas de contrat. Quatorzième du Tour de Lombardie en fin de saison, il est recruté pour l'année suivante par l'équipe BMC Racing.

Avec cette équipe, Ben Hermans a désormais davantage un rôle d'équipier. Il effectue ainsi un travail remarqué Tour Down Under pour Cadel Evans, deuxième du classement général. En avril, sur les classiques ardennaises, il est cette fois au service de Philippe Gilbert, vainqueur de l'Amstel Gold Race. Il dispute également le Tour d'Italie en tant qu'équipier de Cadel Evans, huitième du classement général et porteur du maillot rose pendant quatre jours. En août, il est quatrième du Tour de l'Utah, neuvième du Tour du Colorado et septième du Grand Prix de Plouay. 

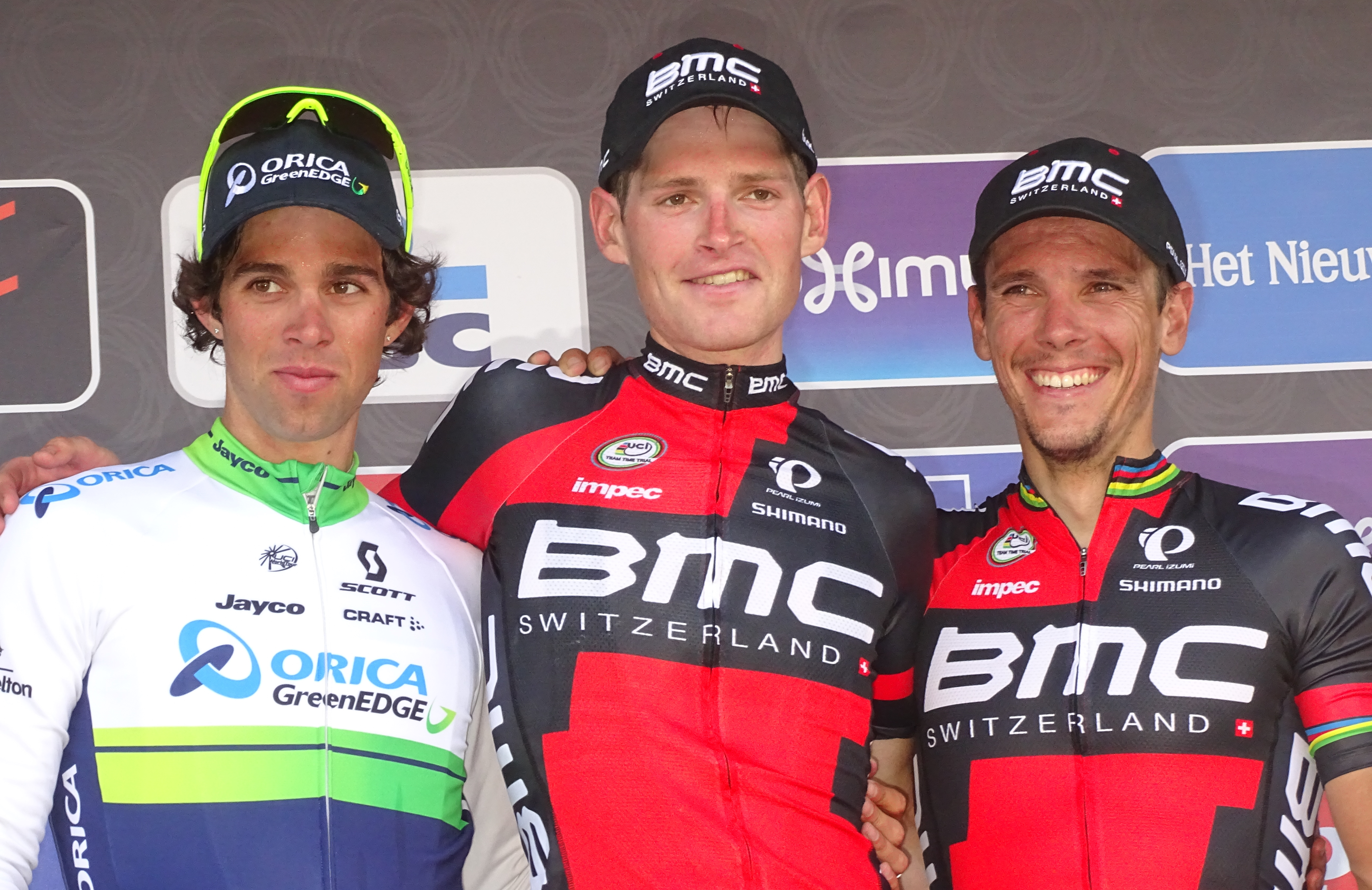
Podium de l'édition 2015 de la Flèche brabançonne : Michael Matthews (2e), Ben Hermans (1er) et Philippe Gilbert (3e).

 Il est sélectionné pour la course en ligne des championnats du monde 2014, dont il prend la 56e place. Le contrat qui le lie à BMC Racing est prolongé pour les deux années suivantes.
En avril 2015, il remporte la Flèche brabançonne devant Michael Matthews et Philippe Gilbert. Le mois suivant, il gagne une étape du Tour de Yorkshire, dont il prend la sixième place. Durant l'été, il termine deuxième du Tour d'Autriche, troisième du Tour de Pologne, puis remporte une étape de l'Arctic Race of Norway. Fin août, il se fracture deux vertèbres en tombant lors du Grand Prix de Plouay et doit mettre fin à sa saison. Après une saison 2016 avec moins de succès, il gagne en 2017 le Tour d'Oman.
En 2018, il rejoint l'équipe de deuxième division Israel Cycling Academy avec la garantie d'un programme de leader. En mai, il participe au Tour d'Italie. Durant l'été, il remporte le Tour d'Autriche et se classe deuxième du Tour de l'Utah. Lors de sa saison 2019, il gagne le Tour d'Autriche et le Tour de l'Utah et obtient de nombreuses places d'honneur. En 2020, l'équipe est renommée Israel Start-Up Nation et obtient une licence World Tour. Malchanceux, il se casse la clavicule lors de la 2e étape du Tour Down Under en janvier et est absent des courses pendant deux mois.
Sa saison 2022 est perturbée par un covid long. Début 2023, il dit espérer pouvoir réaliser encore une (dernière ?) saison correcte.
Hermans s'engage pour 2024 avec la formation française Cofidis.

## Palmarès

### Palmarès amateur
| - 2004 - Champion de Belgique du contre-la-montre juniors - 3e du Circuit Mandel-Lys-Escaut juniors - 3e de la Ronde des vallées - 3e du Giro della Lunigiana - 7e du championnat du monde sur route juniors - 2006 - 2e de la Ronde de l'Isard | - 2008 - Champion du Limbourg sur route - Circuit de Wallonie - Grand Prix des Marbriers - 2e du championnat de Belgique du contre-la-montre espoirs - 3e du championnat du Limbourg du contre-la-montre |  |

### Palmarès professionnel
- 2009
  - 2e du Grand Prix du canton d'Argovie
- 2010
  - 5e étape du Tour de Belgique
- 2011
  - Trofeo Inca
  - 2e du championnat de Belgique du contre-la-montre
  - 3e du Grand Prix Pino Cerami
  - 3e du Tour de Wallonie
  - 8e de l'Amstel Gold Race
  - 9e de l'Eneco Tour
- 2012
  - 2e du championnat de Belgique du contre-la-montre
- 2013
  - 5e du Tour Down Under
- 2014
  - 7e du Grand Prix de Plouay
- 2015
  - Flèche brabançonne
  - 3e étape du Tour de Yorkshire
  - 3e étape de l'Arctic Race of Norway
  - 2e du Tour d'Autriche
  - 3e du Tour de Pologne
- 2016
  - 2e du Tour de Burgos
  - 3e du championnat de Belgique du contre-la-montre
- 2017
  - 1re étape du Tour de la Communauté valencienne (contre-la-montre par équipes)
  - Tour d'Oman :
    - Classement général
    - 2e et 5e étapes

  - 2e étape du Tour de Catalogne (contre-la-montre par équipes)
  - 2e du Tour de la Communauté valencienne
  - 3e du championnat de Belgique du contre-la-montre
  - 5e du Tour du Guangxi
- 2018
  - Tour d'Autriche : 
    - Classement général
    - 3e étape

  - 2e du Tour de l'Utah
- 2019
  - Tour d'Autriche : 
    - Classement général
    - 4e étape

  - Tour de l'Utah :
    - Classement général
    - 2e et 3e étapes

  - 2e de l'Adriatica Ionica Race
  - 3e de la Volta Limburg Classic
- 2020
  - 9e du Tour de Lombardie
- 2021
  - 1re étape (b) de la Semaine internationale Coppi et Bartali (contre-la-montre par équipes)
  - Tour des Apennins
  - Arctic Race of Norway :
    - Classement général
    - 3e étape

  - 4e étape du Tour Poitou-Charentes en Nouvelle-Aquitaine (contre-la-montre)
  - 2e du Tour de Hongrie
  - 3e du Grand Prix de Lugano
  - 8e du championnat d'Europe sur route
- 2023
  - 9e d'Eschborn-Francfort

### Résultats sur les grands tours

#### Tour de France
1 participation
- 2020 : 68e

#### Tour d'Italie
4 participations
- 2012 : 73e
- 2014 : 72e
- 2017 : abandon (16e étape)
- 2018 : 45e

#### Tour d'Espagne
2 participations
- 2013 : 61e
- 2016 : 14e

### Classements mondiaux
| Année                                 | 2006 | 2007 | 2008 | 2009 | 2010 | 2011 | 2012 | 2013 | 2014 | 2015 | 2016 | 2017 | 2018 | 2019 | 2020 | 2021 | 2022  | 2023 |
| ------------------------------------- | ---- | ---- | ---- | ---- | ---- | ---- | ---- | ---- | ---- | ---- | ---- | ---- | ---- | ---- | ---- | ---- | ----- | ---- |
| UCI World Tour                        |      |      |      |      |      | 123e | nc   | 84e  | 125e | 59e  | 122e | 134e | nc   |      |      |      |       |      |
| Classement mondial                    |      |      |      |      |      |      |      |      |      |      | 128e | 173e | 65e  | 104e | 227e | 56e  | 1881e | 358e |
| UCI Europe Tour                       | 331e | nc   | 321e | 81e  |      |      |      |      |      |      | 126e | 297e | 63e  | 86e  | 189e | 47e  | 1212e | nc   |
| UCI Asia Tour                         | nc   | nc   | nc   | nc   |      |      |      |      |      |      | 138e | 12e  | 17e  |      |      |      |       |      |
| UCI America Tour                      | nc   | nc   | nc   | nc   |      |      |      |      |      |      | nc   | nc   | 9e   |      |      |      |       |      |
|                                       |      |      |      |      |      |      |      |      |      |      |      |      |      |      |      |      |       |      |
| Légende : nc = non classéSource : UCI |      |      |      |      |      |      |      |      |      |      |      |      |      |      |      |      |       |      |